# Romervej
Romervejene var en væsentlig del af den romerske stats kolonialisering af verden. Romervejene gjorde romerne i stand til at flytte såvel tropper som varer på kryds og tværs af romerriget samtidig med, at det lettede kommunikationen.
Da der var flest, var der veje med en samlet længde på 400.000 km hvoraf 80.500 km havde en form for vejbelægning (i modsætning til simple grusveje). Romervejene er ofte grundlaget for nutidige hovedveje.

## Eksempler på de vigtigste veje fra Rom
- Via Appia (312 f.Kr.), til Brindisi i Apulien opkaldt efter Appius Claudius Caecus
- Via Aurelia (241 f.Kr.), til Frankrig
- Via Cassia til Toscana
- Via Flaminia (220 f.Kr.), til Rimini
- Via Salaria til Adriaterhavet
- Via Amerina til Ameria og Perusia
- Via Ostiensis til Ostia
- Via Julia Augusta til Arles
- Via Praenestina til Praeneste
- Via Tiburtina til Aternum

## Eksempler på andre romerveje
- Via Domitia fra Italien til Hispania.
- "Ermine Street" i England fra London (Londinium) til Lincoln (Lindum Colonia) og York (Eboracum).